# 7 Андромеды
7 Андромеды (лат. 7 Andromedae, HD 219080) — звезда, которая находится в созвездии Андромеда на расстоянии приблизительно 66,8 световых лет от нас.

## Характеристики
7 Андромеды представляет собой звезду 4,5 видимой звёздной величины. Это карлик главной последовательности. Температура поверхности составляет около 7176 кельвинов.